# Soneja
Soneja, en castillan et officiellement (Soneixa en valencien), est une commune d'Espagne de la province de Castellón dans la Communauté valencienne. Elle est située dans la comarque de l'Alto Palancia et dans la zone à prédominance linguistique castillane.

## Géographie

Localisation de Soneja
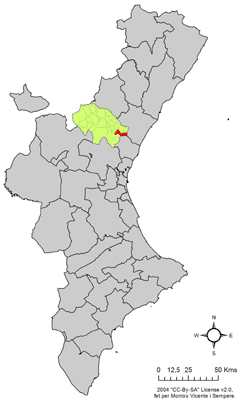
dans la Communauté valencienne.
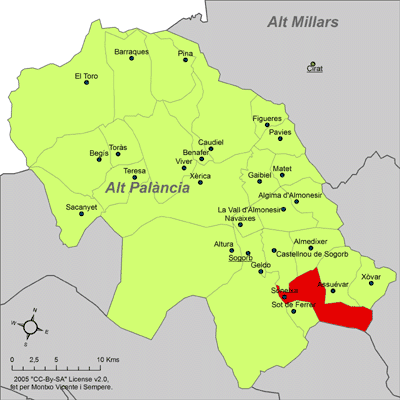
dans la comarque de l'Alto Palancia.

## Jumelages
La commune de Soneja est jumelée avec :
- Boisseuil (France)